# Соланільйос-дель-Екстремо
Соланільйос-дель-Екстремо (ісп. Solanillos del Extremo) — муніципалітет в Іспанії, у складі автономної спільноти Кастилія-Ла-Манча, у провінції Гвадалахара. Населення — 116 осіб (2010).
Муніципалітет розташований на відстані близько 95 км на північний схід від Мадрида, 41 км на схід від Гвадалахари.

## Демографія
Динаміка населення (INE ):

## Галерея зображень

Розташування муніципалітету у провінції Гвадалахара